# Kaleigh Rafter
Kaleigh Rafter, née le 18 août 1986 à Guelph, est une joueuse canadienne de softball.

## Carrière
Avec l'équipe du Canada, elle est quatrième des Jeux olympiques d'été de 2008 à Pékin et remporte la médaille de bronze du Softball aux Jeux olympiques d'été de 2020 à Tokyo.